# 朱器䵺
鄧王朱器䵺（？—1647年1月20日（隆武二年十二月丁亥）），明朝宗室、南明政治人物。

## 生平
朱器䵺是唐端王朱碩熿的第十一子，隆武帝朱聿鍵的叔父，於萬曆四十二年（1614年）獲封德安王；崇禎十七年（1644年）六月弘光帝在位期間居住在揚州。隆武元年七月初一（1645年8月20日）隆武帝繼位，晉封叔父為鄧王。
隆武親征，讓朱器䵺協助唐王朱聿𨮁在福京監國；次年（1646年）二月，隆武帝前往延平，告訴他：「福京民情安定，市場不變，讓朕心感安慰。親征是為了安民，福京是國家的根本重地，鄧王需多方曉諭杜絕逃兵。朕若能早日參拜孝陵，自會有蠲免錢糧的恩詔。」又下詔：「鄧王不要私自接受官民的奏章，必需從通政司轉達，才不失藩王禮節。如若違反，輔導官方士亮、何九雲可以治罪。至於訴訟就應該歸入相關官吏，通政司不許轉達。」不久邊關多次傳出警報，他告誡地方盡力實踐保甲法。福京失守，他走到廣州；廣州城陷，他和紹武帝、周王朱倫奎、惠王朱常潤、鄭王朱常澂、遼王朱術雅、益王朱慈𤆃、東會王朱肅𥄳、阜平王朱翊𨯵 、鉅野王朱壽、通山王朱蘊鉞、高密王朱弘椅、鄢陵王朱肅汭、益陽王某和南安王朱企鈺一同遇害。

## 引用
1. 1 2  錢海岳《南明史·卷三·本紀第三》：（隆武二年十二月）丁亥……廣州陷，唐王聿鐭（𨮁）、鄧王器䵺、周王倫奎、惠王常潤、鄭王常澂、遼王術雅、益王慈𤆃、東會王肅𥄳、阜平王翊𨯵 、鉅野王壽、通山王蘊鉞、高密王弘椅、鄢陵王肅汭、益陽王某、南安王企鈺等二十四王薨……
2. 1 2  錢海岳《南明史·卷二十七·列傳第三》：鄧王器䵺，端皇帝十一子，紹宗叔。萬曆四十二年封德安王。崇禎十七年六月，居揚州。隆武元年，晉鄧王。
3. ↑  錢海岳《南明史·卷二·本紀第二》：（弘光元年六月）丁未，（唐王聿鍵）祭告天地祖宗，即皇帝位於南郊。詔曰：……其以弘光元年七月初一日為隆武元年。……封聿鐭（𨮁）唐王，器䵺鄧王。……
4. ↑  錢海岳《南明史·卷二十七·列傳第三》：紹宗親征，命協唐王聿鐭（𨮁）監國福京。明年三月，上如延平，諭曰：「京中民情安堵，市肆不遷，朕心慰悅。親征原以安民，福京根本重地，王還多方曉諭，禁戢逃兵。朕若早覲孝陵，自有蠲免恩詔。」又敕：「毋私受官民章奏，必繇通政司封進，方不失藩王禮。違者，輔導官方士亮、何九雲治罪。至於詞訟，應歸有司，通政司不許封進。」尋以關警頻傳，敕力行保甲法。福京亡，走廣州。城陷，遇害薨。